# Grove City (Florida)
Grove City ist ein census-designated place (CDP) im Charlotte County im US-Bundesstaat Florida mit 2.174 Einwohnern (Stand: 2020).

## Geographie
Grove City befindet sich rund 35 km westlich von Punta Gorda und etwa 140 km südlich von Tampa an der Lemon Bay, die eine Lagune an der Küste des Golfs von Mexiko ist.

## Demographische Daten
Laut der Volkszählung 2010 verteilten sich die damaligen 1804 Einwohner auf 1495 Haushalte. Die Bevölkerungsdichte lag bei 546,7 Einw./km². 97,8 % der Bevölkerung bezeichneten sich als Weiße, 0,2 % als Indianer und 0,3 % als Asian Americans. 0,8 % gaben die Angehörigkeit zu einer anderen Ethnie und 0,9 % zu mehreren Ethnien an. 1,9 % der Bevölkerung bestand aus Hispanics oder Latinos.
Im Jahr 2010 lebten in 12,1 % aller Haushalte Kinder unter 18 Jahren sowie 50,4 % aller Haushalte Personen mit mindestens 65 Jahren. 56,2 % der Haushalte waren Familienhaushalte (bestehend aus verheirateten Paaren mit oder ohne Nachkommen bzw. einem Elternteil mit Nachkomme). Die durchschnittliche Größe eines Haushalts lag bei 1,90 Personen und die durchschnittliche Familiengröße bei 2,36 Personen.
11,3 % der Bevölkerung waren jünger als 20 Jahre, 9,8 % waren 20 bis 39 Jahre alt, 30,1 % waren 40 bis 59 Jahre alt und 48,9 % waren mindestens 60 Jahre alt. Das mittlere Alter betrug 59 Jahre. 51,3 % der Bevölkerung waren männlich und 48,7 % weiblich.
Das durchschnittliche Jahreseinkommen lag bei 37.487 $, dabei lebten 14,2 % der Bevölkerung unter der Armutsgrenze.
Im Jahr 2000 war Englisch die Muttersprache von 100 % der Bevölkerung.